# Route magistrale 42 (Serbie)
Pour les articles homonymes, voir M42 et Route 42.
La Route Magistrale 42 (en serbe : Државни пут ІВ реда број 42, Državni put IB reda broj 42 ; Магистрала број 42, Magistrala broj 42) est une route nationale de Serbie qui débute près de l'échangeur  Čukarka de l'autoroute A1 passant par la ville serbe de Preševo jusqu’au Kosovo-et-Métochie.
À ce jour, elle ne comporte aucune section autoroutière (Voie Rapide en 2 x 2 voies).